# Pieni-Onkamo
Der Pieni-Onkamo [ˈpiɛni ˈɔŋkɑmɔ] („Klein-Onkamo“) ist ein See im Osten Finnlands. Er liegt an der Grenze der Gemeinden Rääkkylä, Pyhäselkä und Tohmajärvi in der Landschaft Nordkarelien.
Der Pieni-Onkamo hat eine Fläche von 12,61 Quadratkilometern und liegt auf einer Höhe von 77 Metern über dem Meeresspiegel. Im Süden ist der Pieni-Onkamo durch einen schmalen Sund mit dem See Suuri-Onkamo („Groß-Onkamo“) verbunden.